# Dorian Fernández-Moris
Dorian Fernández-Moris (Lima, 9 de diciembre de 1982) es un director, guionista, productor y editor peruano. Es uno de los cineastas más prolíficos y conocidos en la industria cinematográfica de Perú. Su largometraje de terror Cementerio General (2013) fue el principal iniciador de la nueva ola del cine de terror peruano, el cual influyó en la aparición de nuevas películas de terror, y también en el resurgimiento comercial del cine peruano en cualquier género.
Iniciando con primeros cortometrajes, Fernández-Moris ganó considerable atención por su primer largometraje Cementerio general (2013) el cual la prensa peruana la calificó como la «primera película de terror peruana». La película tuvo un éxito rotundo y profundo en el mercado peruano, especialmente en Iquitos, locación fílmica de la película. El gran rendimiento comercial sirvió para producir la secuela Cementerio General 2 (2016), el cual comenzó una de las primeras franquicias fílmicas de Perú. Además, esto motivó la producción de otra película de terror Secreto Matusita (2014) y el de suspenso Desaparecer, (2015) el cual el guion fue premiado en CONACINE 2011.
Fernández-Moris administra la empresa cinematográfica AV Films, y ha escrito y coescrito toda sus películas, excepto Maligno, junto a Martin Casapía Casanova y Francisco Bardales .

## Vida y carrera

### Primeros años e inicios de carrera: 1980-2011
Dorian Fernández-Moris nació el 9 de diciembre de 1982, hijo de empresario cubano y una residente loretana.
Inició en el mundo de la cinematografía a través de los cortometrajes. Participó en la primera edición de La Noche de los Cortos, un festival de cine realizado en Barranco, distrito de Lima. En el evento, presentó un cortometraje llamado "A Lima" el cual fue calificado como «terrible» por el mismo director.
En el 2008, incursionó en el rodaje de Chullachaqui, cortometraje de terror sobrenatural basado en la famosa leyenda del chullachaqui. El filme fue proyectado en las salas de cine de Iquitos a pesar de durar solo media hora. De forma continua, filmó otro cortometraje Inmortal. En 2009, produce el mediometraje El último piso, el cual ganó el premio de El Festival de los Cortos en Barranco.

### Logro conCementerio General: 2013-2014
Aunque Desaparecer estaba predestinado a ser su ópera prima, fue postergada por su complejo trabajo de producción. En su lugar, Cementerio General fue producida en 2013 en favor a los alcances máximos que ofrecían sus propios recursos. Influenciado por películas como Cloverfield, The Blair Witch Project y REC, el filme incluyó con la participación de Marisol Aguirre, Nikko Ponce, Leslie Shaw y Airam Galliani, hija de Sergio Galliani. El estreno de la película fue tan masiva que consiguió 700,000 espectadores y fue la película fue rápidamente denominada "la película peruana de terror más taquillera de todos los tiempos"; en Iquitos, el público derribó el portón del complejo de cines para conseguir entradas.

## Filmografía

### Cine
| Año  | Título                   | Acreditado como | Acreditado como | Acreditado como | Acreditado como | Notas                                                                                                   |
| Año  | Título                   | Director        | Productor       | Escritor        | Otros           | Notas                                                                                                   |
| ---- | ------------------------ | --------------- | --------------- | --------------- | --------------- | --- |
| 2004 | A Lima                   | Sí              | Sí              | —               | Sí              | Cortometraje                                                                                            |
| 2005 | Del otro lado            | Sí              | Sí              | —               | Sí              | Cortometraje                                                                                            |
| 2008 | Chullachaqui             | Sí              | Sí              | Sí              | Sí              | Cortometraje                                                                                            |
| 2008 | Inmortal                 | Sí              | Sí              | Sí              | Sí              | Cortometraje                                                                                            |
| 2009 | El último piso           | Sí              | Sí              | Sí              | Sí              | Mediometraje                                                                                            |
| 2010 | Una aventura inolvidable | Sí              | Sí              | Sí              | Sí              | Documental                                                                                              |
| 2013 | Cementerio General       | Sí              | Sí              | Sí              | —               | Primer largometraje                                                                                     |
| 2014 | Secreto Matusita         | Sí              | Sí              | Sí              | —               | |
| 2015 | Desaparecer              | Sí              | Sí              | Sí              | Sí              | |
| 2016 | Cementerio General 2     | Sí              | Sí              | —               | Sí              | Secuela                                                                                                 |
| 2016 | El viejo y sus tesoros   | Sí              | Sí              | Sí              | Sí              | Cortometraje                                                                                            |
| 2016 | Maligno                  | —               | Sí              | —               | Sí              | Primer largometraje no dirigido por Fernández-Moris bajo el nombre de su productora                     |
| 2020 | La Pampa                 | Sí              | Sí              | Sí              | Sí              | - |
| 2023 | Isla Bonita              | —               | Sí              | Sí              | Sí              | Segundo largometraje no dirigido por Fernández-Moris bajo el nombre de su productora                    |
| 2024 | La niña del azúcar       | —               | Sí              | Sí              | Sí              | En post-producción. Tercer largometraje no dirigido por Fernández-Moris bajo el nombre de su productora |

### Teatro
- Off (2014) con Jesus Neyra y Óscar Carrillo
- La niña del azúcar (2015)
- El Evangelio según Satanas (2016) con Reynaldo Arenas

## Festivales, premios y nominaciones
| Año  | Película             | Festival                                                         | País           | Categoría                     | Resultado | Ref.   |
| ---- | -------------------- | ---------------------------------------------------------------- | -------------- | ----------------------------- | --------- | ------ |
| 2017 | Desaparecer          | Chicago Latino Film Festival                                     | Estados Unidos | Selección oficial             | Incluida  | [ 17 ] |
| 2016 | Cementerio General 2 | Bloodstained Indie Film Festival                                 | Estados Unidos | Mejor sonido                  | Ganadora  | [ 18 ] |
| 2016 | Cementerio General 2 | Bloodstained Indie Film Festival                                 | Estados Unidos | Mejor película de terror      | Nominada  | [ 18 ] |
| 2017 | Cementerio General 2 | Los Angeles Horror Competition                                   | Estados Unidos | Mejor película                | Ganadora  | [ 19 ] |
| 2016 | Cementerio General 2 | Independent Horror Movie Awards                                  | Estados Unidos | Mejor película                | Ganadora  | [ 20 ] |
| 2016 | Cementerio General 2 | Independent Horror Movie Awards                                  | Estados Unidos | Mejor actriz (Milene Vazquez) | Ganadora  | [ 20 ] |
| 2016 | Cementerio General 2 | Independent Horror Movie Awards                                  | Estados Unidos | Mejor escena de terror        | Ganadora  | [ 20 ] |
| 2016 | Cementerio General 2 | Spotlight Horror Film Awards                                     | Estados Unidos | Mejor película                | Ganadora  | [ 21 ] |
| 2016 | Cementerio General 2 | Panamá Horror Film Fest                                          | Panamá         | Mejor película                | Ganadora  |        |
| 2016 | Cementerio General 2 | Rock Horror in Rio                                               | Brasil         | Mejor película                | Ganadora  |        |
| 2016 | Cementerio General 2 | Independent Horror Movie Awards                                  | Estados Unidos | Mejor guion                   | Nominada  | [ 20 ] |
| 2016 | Cementerio General 2 | Independent Horror Movie Awards                                  | Estados Unidos | Mejor fotografía              | Nominada  | [ 20 ] |
| 2016 | Cementerio General 2 | Independent Horror Movie Awards                                  | Estados Unidos | Mejor sonido                  | Nominada  | [ 20 ] |
| 2017 | Cementerio General 2 | DarkVeins Horror Fest                                            | Italia         | Mejor director                | Ganadora  |        |
| 2017 | Cementerio General 2 | DarkVeins Horror Fest                                            | Italia         | Mejor actriz                  | Ganadora  |        |
| 2017 | Cementerio General 2 | FIC FAN Festival Internacional de Cine                           | Argentina      | Mejor guion                   | Ganadora  |        |
| 2017 | Cementerio General 2 | FIC FAN Festival Internacional de Cine                           | Argentina      | Mejor actriz                  | Ganadora  |        |
| 2017 | Cementerio General 2 | Russia Horror Festival                                           | Rusia          | Selección oficial             | Incluida  | [ 22 ] |
| 2017 | Cementerio General 2 | AM Egypt Film Festival                                           | Egipto         | Selección oficial             | Incluida  |        |
| 2017 | Cementerio General 2 | NOX Film Festival                                                | Uruguay        | Selección oficial             | Incluida  |        |
| 2017 | Cementerio General 2 | Northeast Film Festival Horror                                   | Estados Unidos | Selección oficial             | Incluida  | [ 23 ] |
| 2017 | Cementerio General 2 | Fantasy Anime Sci- Fi Horror Films Festival                      | Estados Unidos | Selección oficial             | Incluida  | [ 24 ] |
| 2017 | Cementerio General 2 | Horrorant Film Festival 'FRIGHT NIGHTS'                          | -              | Selección oficial             | Incluida  |        |
| 2017 | Cementerio General 2 | Motor City Nightmares International Film Festival                | Estados Unidos | Selección oficial             | Incluida  |        |
| 2017 | Cementerio General 2 | Toronto International Spring of Horror and Fantasy Film Festival | Canadá         | Selección oficial             | Incluida  | [ 25 ] |
| 2022 | La Pampa             | Festival de Cinema de Gramado                                    | Brasil         | Mejor película extranjera     | Ganadora  | [ 26 ] |
| 2022 | La Pampa             | Festival de Cinema de Gramado                                    | Brasil         | Premio especial del Jurado    | Ganadora  | [ 26 ] |
| 2022 | La Pampa             | Festival Internacional de Cine de Calzada de Calatrava           | España         | Mejor fotografía              | Ganadora  | [ 27 ] |
| 2022 | La Pampa             | Islantilla Cinefórum Film Festival 2022                          | España         | Mejor guion                   | Ganadora  | [ 28 ] |
| 2022 | La Pampa             | Islantilla Cinefórum Film Festival                               | España         | Mejor dirección artística     | Ganadora  | [ 28 ] |
| 2022 | La Pampa             | Festival de Cine de Trujillo                                     | Perú           | Mejor película                | Ganadora  |        |
| 2022 | La Pampa             | Festival de Cinema de Gramado                                    | Perú           | Selección oficial             | Incluida  | [ 29 ] |
| 2022 | La Pampa             | Festival Internacional del Nuevo Cine Latinoamericano            | Cuba           | Selección oficial             | Incluida  |        |
| 2022 | La Pampa             | Philadelphia Latino Film Festival                                | Estados Unidos | Selección oficial             | Incluida  | [ 30 ] |
| 2022 | La Pampa             | Festival de Cine de Lima                                         | Perú           | Selección oficial             | Incluida  | [ 31 ] |
| 2022 | La Pampa             | Festival Internacional de Cine y Derechos Humanos de Valencia    | España         | Selección oficial             | Incluida  | [ 31 ] |
| 2022 | La Pampa             | Social World Film Festival                                       | Italia         | Selección oficial             | Incluida  | [ 31 ] |
| 2022 | La Pampa             | FICMY Mérida & Yucatán Film Festival                             | Italia         | Selección oficial             | Incluida  | [ 32 ] |
| 2022 | La Pampa             | Festival de Cine Disidente                                       | Guatemala      | Selección oficial             | Incluida  |        |
| 2022 | La Pampa             | Festival de Cine de Trujillo                                     | Perú           | Selección oficial             | Incluida  | [ 33 ] |
| 2022 | La Pampa             | Semana de Cine de Lugo                                           | España         | Selección oficial             | Incluida  | [ 34 ] |
| 2022 | La Pampa             | Festival Internacional de Cine de Rengo                          | Chile          | Selección oficial             | Incluida  | [ 35 ] |
| 2022 | La Pampa             | Festival de Cinema de Alter do Chão                              | Brasil         | Selección oficial             | Incluida  | [ 36 ] |
| 2022 | La Pampa             | Festival Pan-Amazônico de Cinema                                 | Brasil         | Selección oficial             | Incluida  | [ 37 ] |
| 2022 | La Pampa             | Cityblue Films Festival                                          | España         | Selección oficial             | Incluida  | [ 32 ] |

## Colaboradores recurrentes
| Actores                       | Cementerio General (2013) | Secreto Matusita (2014) | Desaparecer (2015) | Cementerio General 2 (2015) | Maligno (2016) | La pampa (2022) |
| ----------------------------- | ------------------------- | ----------------------- | ------------------ | --------------------------- | -------------- | --------------- |
| Leslie Shaw                   | Sí                        |                         |                    | Sí                          |                |                 |
| Antonieta Pari                |                           |                         | Sí                 |                             |                |                 |
| Fernando Bacilio              |                           |                         | Sí                 |                             | Sí             | Sí              |
| Juan Maldonado                |                           |                         | Sí                 |                             | Sí             |                 |
| Eduardo Ramos                 |                           | Sí                      | Sí                 |                             | Sí             |                 |
| Bruno Espejo                  |                           | Sí                      | Sí                 |                             |                |                 |
| Miguel Ángel Valencia         | Sí                        |                         |                    |                             |                |                 |
| Gabriel Di Martino            |                           | Sí                      | Sí                 |                             |                |                 |
| Fergan Chávez Ferrer          |                           |                         |                    | Sí                          |                |                 |
| Jorge Luis Cárdenas Sotolongo |                           |                         | Sí                 | Sí                          | Sí             |                 |
| Percy Meza                    | Sí                        |                         |                    |                             | Sí             | Sí              |
| Director de fotografía        |                           |                         |                    |                             |                |                 |
| Músicos                       |                           |                         |                    |                             |                |                 |
| Crew                          |                           |                         |                    |                             |                |                 |